# Barbus macrolepis
Barbus macrolepis là một loài cá vây tia thuộc họ Cyprinidae.
Loài này có ở Burundi và Tanzania.
Môi trường sống tự nhiên của chúng là sông ngòi, hồ nước ngọt, đầm nước ngọt, và vùng đồng bằng nội địa.
Nó ngày càng hiếm gặp do mất môi trường sống.